# Journal of Personality and Social Psychology
Journal of Personality and Social Psychology – recenzowany periodyk naukowy publikujący głównie prace oryginalne z każdego obszaru psychologii osobowości i psychologii społecznej, a niekiedy też prace teoretyczne, metodologiczne i przeglądowe. Istnieje od 1965, a jego wydawcą jest Amerykańskie Towarzystwo Psychologiczne.
Czasopismo ukazuje się co miesiąc, a jego średni nakład wynosi około 1100 egzemplarzy.
„Journal of Personality and Social Psychology” podzielono na 3 niezależnie redagowane sekcje:
1. Postawy Społeczne i Poznanie Społeczne
2. Relacje Interpersonalne i Procesy Grupowe
3. Procesy Poznawcze i Różnice Indywidualne

W 2014 roku do publikacji zaakceptowano 11% nadesłanych manuskryptów.
Impact factor czasopisma za 2014 rok wyniósł 5,031, co dało mu 3. miejsce na 62 periodyki w kategorii „psychologia społeczna”. Na polskiej liście czasopism punktowanych przez Ministerstwo Nauki i Szkolnictwa Wyższego z 2015 roku „Journal of Personality and Social Psychology” przyznano 45 punktów.
SCImago Journal Rank czasopisma za 2014 rok wyniósł 4,788, plasując je na:
- 2. miejscu na 219 czasopism w kategorii „psychologia społeczna”,
- 7. miejscu na 928 czasopism w kategorii „socjologia i politologia”.